# El sacrifici d'un cérvol sagrat
El sacrifici d'un cérvol sagrat (títol original en anglès, The Killing of a Sacred Deer) és una pel·lícula de terror psicològic del 2017 dirigida per Yorgos Lànthimos i protagonitzada per Colin Farrell, Nicole Kidman, Barry Keoghan, Raffey Cassidy, Sunny Suljic, Alicia Silverstone i Bill Camp. El guió de Lanthimos i Efthymis Filippou es va inspirar en la tragèdia grega Ifigenia a Àulida d'Eurípides. Va ser seleccionada per competir per la Palma d'Or a la secció de competició principal del Festival de Canes on, finalment, va guanyar el premi al millor guió. S'ha subtitulat al català.

## Sinopsi
Steven Murphy, un cirurgià cardíac (Collin Farrell) convida a dinar a Martin, un adolescent (Barry Keoghan) amb la seva família, la dona Anna (Nicole Kidman), la filla Kim (Raffey Cassidy) i el petit Bob (Sunny Suljic). Martin és el fill d’un pacient que va morir durant una operació i que s’ha anat veient regularment amb l’Steven. Per compensar-lo, Martin convida a l'Steven a casa seva perquè pugui compartir un sopar amb la seva mare (Alicia Silverstone). Després de l'àpat, Martin deixa l'Steven amb la seva mare que li diu que, malgrat el que va passar amb el seu marit, el cirurgià té unes mans magnífiques i comença a xuclar-li els dits. Desconcertat, l’Steven fuig i talla la relació amb en Martin. Tanmateix, el xicot comença una relació amb la Kim.
Per excitar el seu marit al llit, sovint l'Anna simula estar anestesiada. Un dia, l'Steven comprova que el seu fill Bob no pot aixecar-se del llit perquè no sent les cames. Les proves a l’hospital no expliquen la paràlisi i és aleshores quan Martin anuncia a Steven el seu macabre pla: com que el considera culpable de la mort del seu pare, suggereix que mati un membre de la seva família en reparació; si es nega, la seva dona i els seus fills moriran lentament en tres fases: paralitzats, incapacitats per menjar i els sagnaran els ulls. De fet, en Bob ja es nega a menjar, i tot seguit és el torn de Kim de quedar paralitzada.

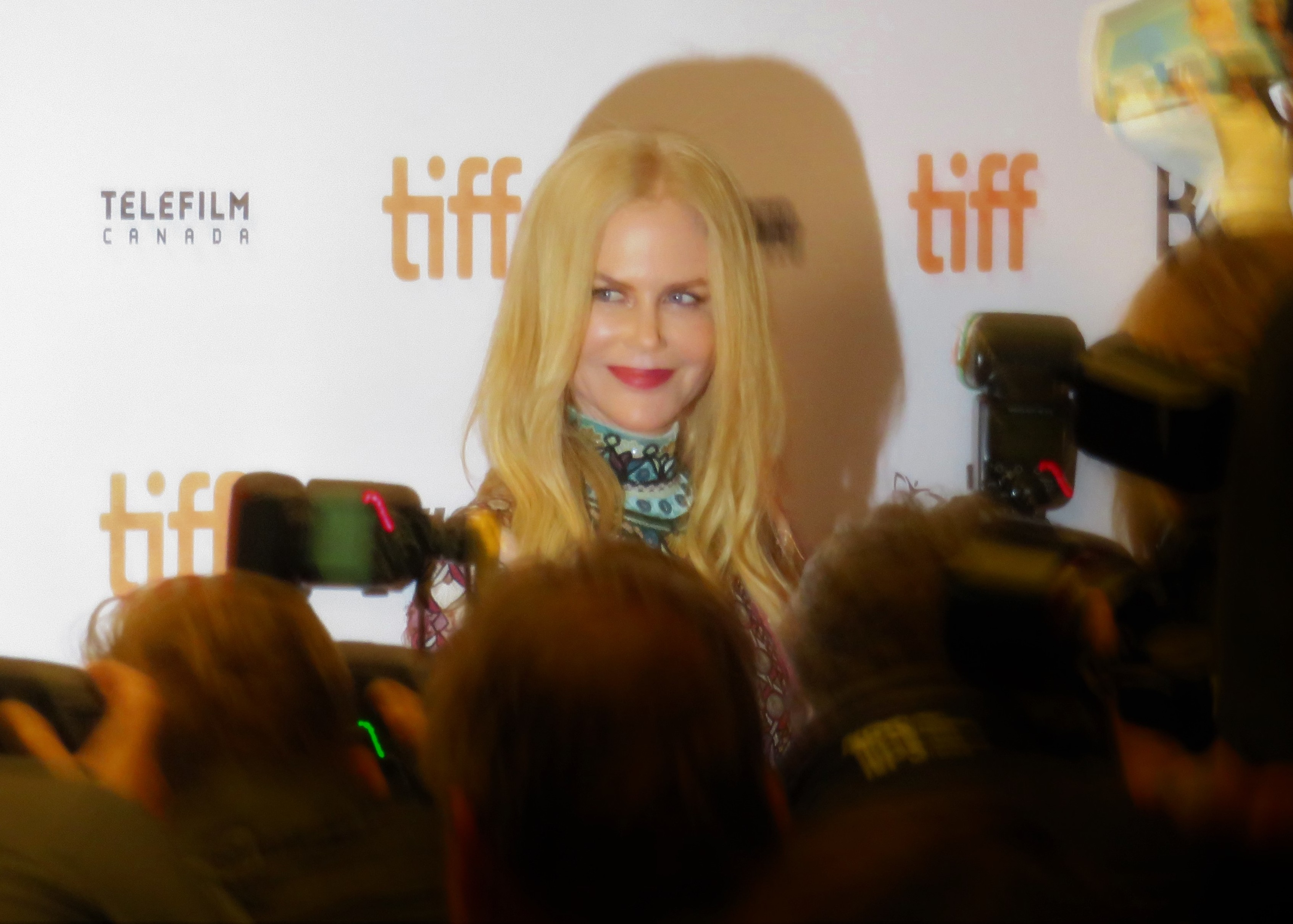
Nicole Kidman: presentació de The Killing Of A Sacred Deer al Toronto Film Festival 2017

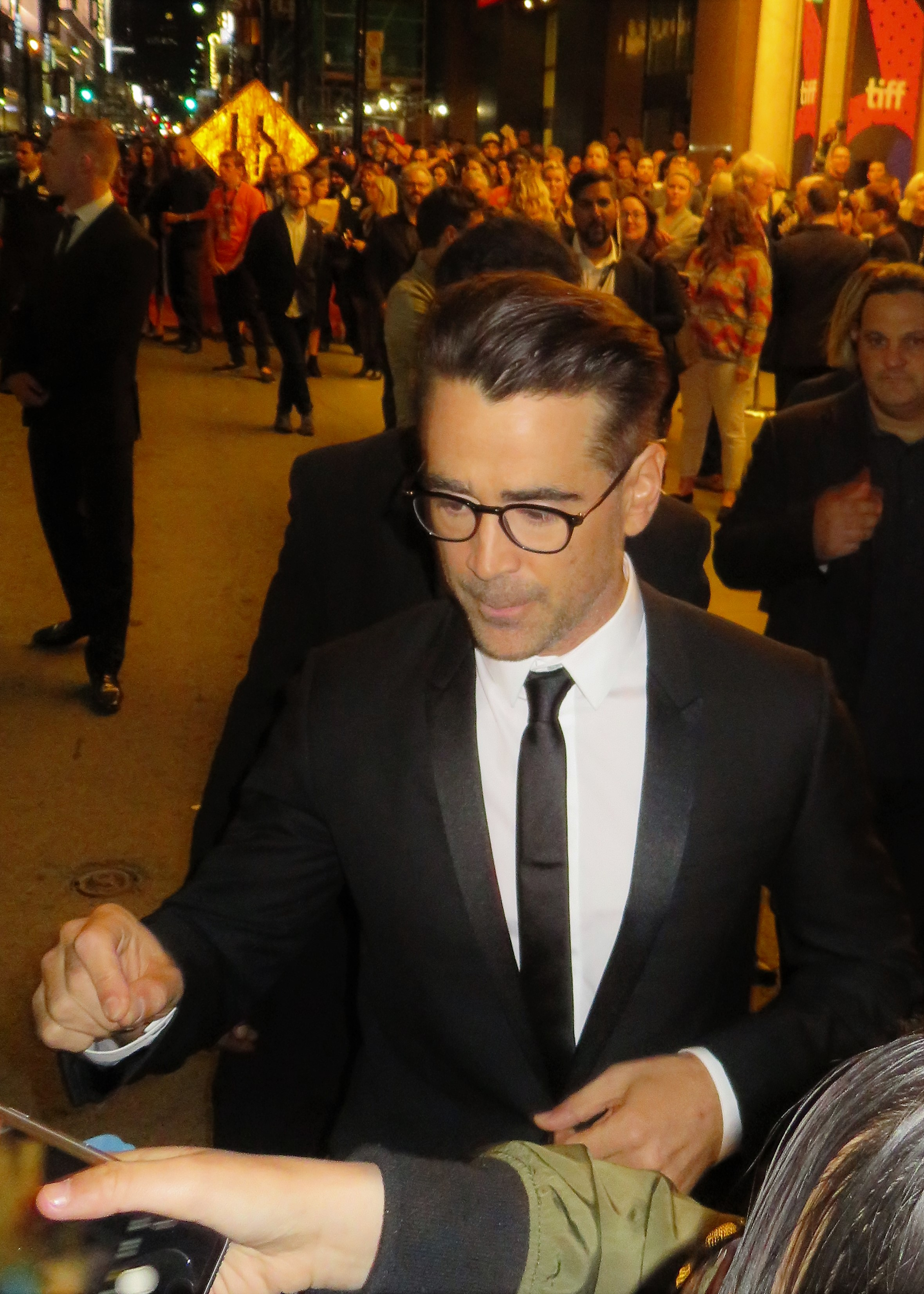
Colin Farrell durant la presentació de la pel·lícula al Toronto Film Festival 2017

A l'hospital segueixen fent proves als germans Murphy on estan ingressats, descobrint que, sense cap lògica, tenen bona salut. Steven revela el xantatge de Martin a l'Anna. Més endavant Anna descobreix que el seu marit havia estat bevent abans de la intervenció i que, per tant, va causar la mort del pare d'en Martin. Sense poder-hi fer res, els germans abandonen l'hospital i tornen a casa. L'Anna visita a en Martin i li pregunta per què ella i els seus fills han de pagar per culpa del seu marit. Martin li diu que l'Steven va matar al seu pare i que aquest va començar a flirtejar amb la seva mare.
Quan les coses empitjoren, l’Steven es nega a sacrificar qualsevol dels seus fills, però els ulls d'en Bob comencen a sagnar obligant a l'Steven a fer la seva elecció. A l'escena final, l’Steven, l’Anna i la Kim, es retroben en Martin per casualitat en un restaurant.

## Repartiment
- Colin Farrell com a Steven Murphy
- Nicole Kidman com a Anna Murphy
- Barry Keoghan com a Martin Lang
- Raffey Cassidy com a Kimberly "Kim" Murphy
- Sunny Suljic com a Robert "Bob" Murphy
- Alicia Silverstone com a mare de Martin
- Bill Camp com a Matthew Williams

## Anotacions sobre la pel·lícula
La pel·lícula es va estrenar al Festival de Canes el 22 de maig de 2017, però la seva estrena als cinemes fou el 20 d’octubre de 2017 als Estats Units.
Va guanyar el premi al millor guio al Festival de Canes 2017 i el premi de la crítica Jose Luis Guarner al Festival Internacional de Cinema Fantàstic de Catalunya de 2017.
La resposta de la crítica a la pel·lícula va ser majoritàriament positiva i va recaptar 10 milions de dòlars a tot el món.